# Rivière (Pas-de-Calais)
Pour les articles homonymes, voir Rivière (homonymie).
Rivière est une commune française située dans le département du Pas-de-Calais en région Hauts-de-France. Ses habitants sont appelés les Riviérois. La commune est membre de la communauté urbaine d'Arras.
La commune s’inscrit dans les paysages des « grands plateaux artésiens et cambrésiens » tels qu’ils sont définis dans l’atlas de paysages.

## Géographie

### Localisation
Localisée dans le sud-est du département du Pas-de-Calais et située en plein cœur de la campagne à 9 km, à vol d'oiseau, au sud-ouest d'Arras (aire d'attraction, chef-lieu d'arrondissement et préfecture du Pas-de-Calais), Rivière est un village boisé dans un paysage relativement vallonné, notamment grâce au cours d'eau autour duquel le village s'est construit : le Crinchon.
Le territoire de la commune est limitrophe de ceux de sept communes.
Les communes limitrophes sont Wailly, Bailleulval, Basseux, Beaumetz-lès-Loges, Berles-au-Bois, Blairville et Ransart.

### Géologie et relief
La superficie de la commune est de 11,9 km2 ; son altitude varie de 75  à   131 mètres.

### Hydrographie
La commune, située dans le bassin Artois-Picardie, est drainée par trois cours d'eau :
- la rivière le Crinchon, un affluent en rive-droite de la Scarpe (et donc un sous-affluent de l'Escaut) qui prend sa source à Bailleulmont et se jette dans la rivière Scarpe au niveau de la commune de Saint-Nicolas[4] ;
- le Fermont, d'une longueur de 2,12 km qui prend sa source dans la commune et se jette dans la Crinchon au niveau de la commune[5] ;

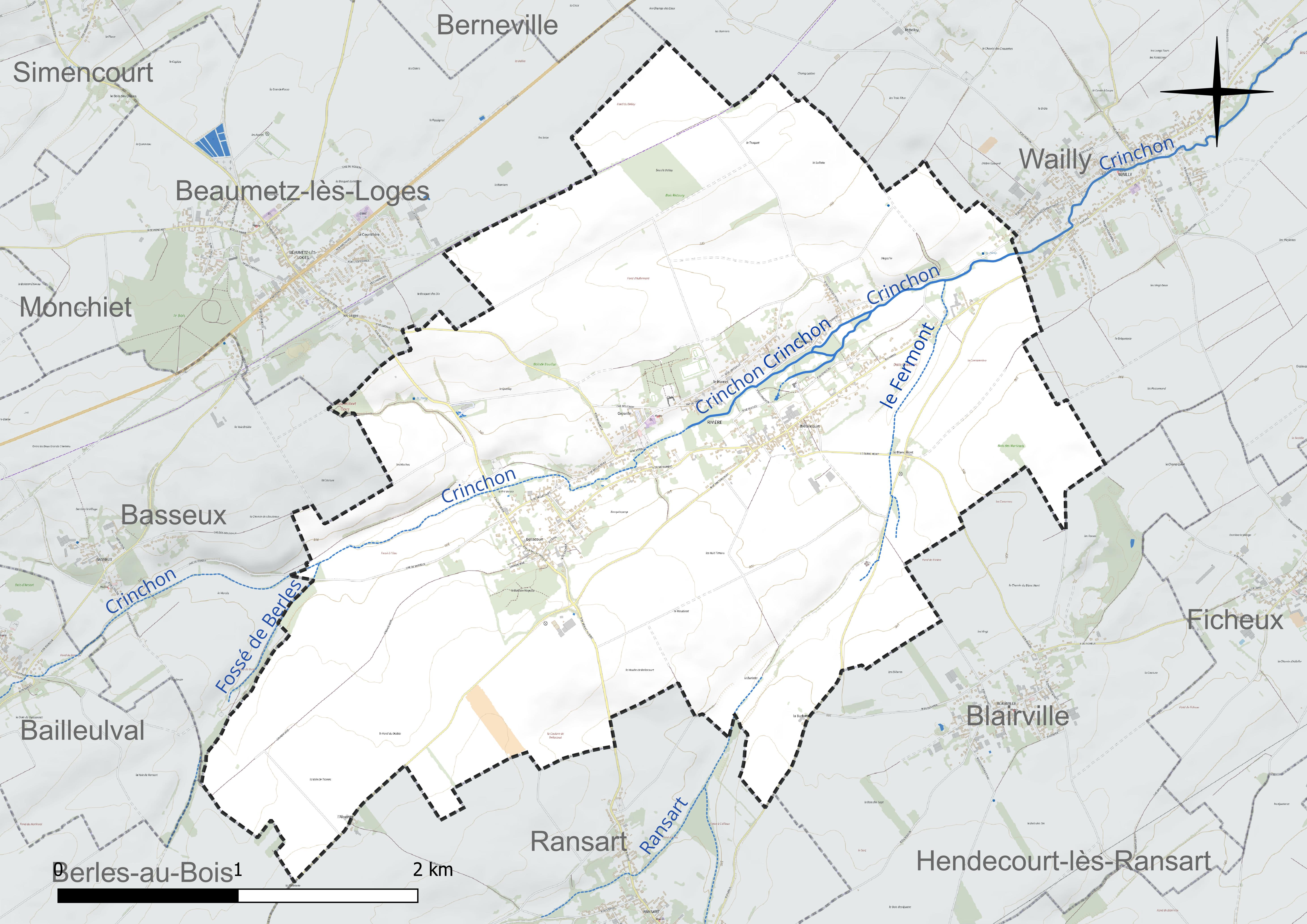
Réseau hydrographique de Rivière.

- le fossé de berles, d'une longueur de 2,01 km qui prend sa source dans la commune de Bailleulval et se jette dans le Crinchon au niveau de la commune[6].

### Climat
Pour des articles plus généraux, voir Climat des Hauts-de-France et Climat du Nord-Pas-de-Calais.
En 2010, le climat de la commune est de type climat océanique dégradé des plaines du Centre et du Nord, selon une étude du Centre national de la recherche scientifique (CNRS) s'appuyant sur une série de données couvrant la période 1971-2000. En 2020, Météo-France publie une typologie des climats de la France métropolitaine dans laquelle la commune est exposée à un climat océanique et est dans la région climatique Nord-est du bassin Parisien, caractérisée par un ensoleillement médiocre, une pluviométrie moyenne régulièrement répartie au cours de l’année et un hiver froid (3 °C).
Pour la période 1971-2000, la température annuelle moyenne est de 10,1 °C, avec une amplitude thermique annuelle de 14,3 °C. Le cumul annuel moyen de précipitations est de 772 mm, avec 12,1 jours de précipitations en janvier et 8,9 jours en juillet. Pour la période 1991-2020, la température moyenne annuelle observée sur la station météorologique la plus proche, située sur la commune de Saulty à 11 km à vol d'oiseau, est de 10,4 °C et le cumul annuel moyen de précipitations est de 899,7 mm,. Pour l'avenir, les paramètres climatiques de la commune estimés pour 2050 selon différents scénarios d'émission de gaz à effet de serre sont consultables sur un site dédié publié par Météo-France en novembre 2022.

### Paysages
Pour un article plus général, voir Paysage en France.
La commune est située dans le paysage régional des grands plateaux artésiens et cambrésiens tel que défini dans l’atlas des paysages de la région Nord-Pas-de-Calais, conçu par la direction régionale de l'Environnement, de l'Aménagement et du Logement (DREAL),. Ce paysage régional, qui concerne 238 communes, est dominé par les « grandes cultures » de céréales et de betteraves industrielles qui représentent 70 % de la surface agricole utilisée (SAU).

## Urbanisme

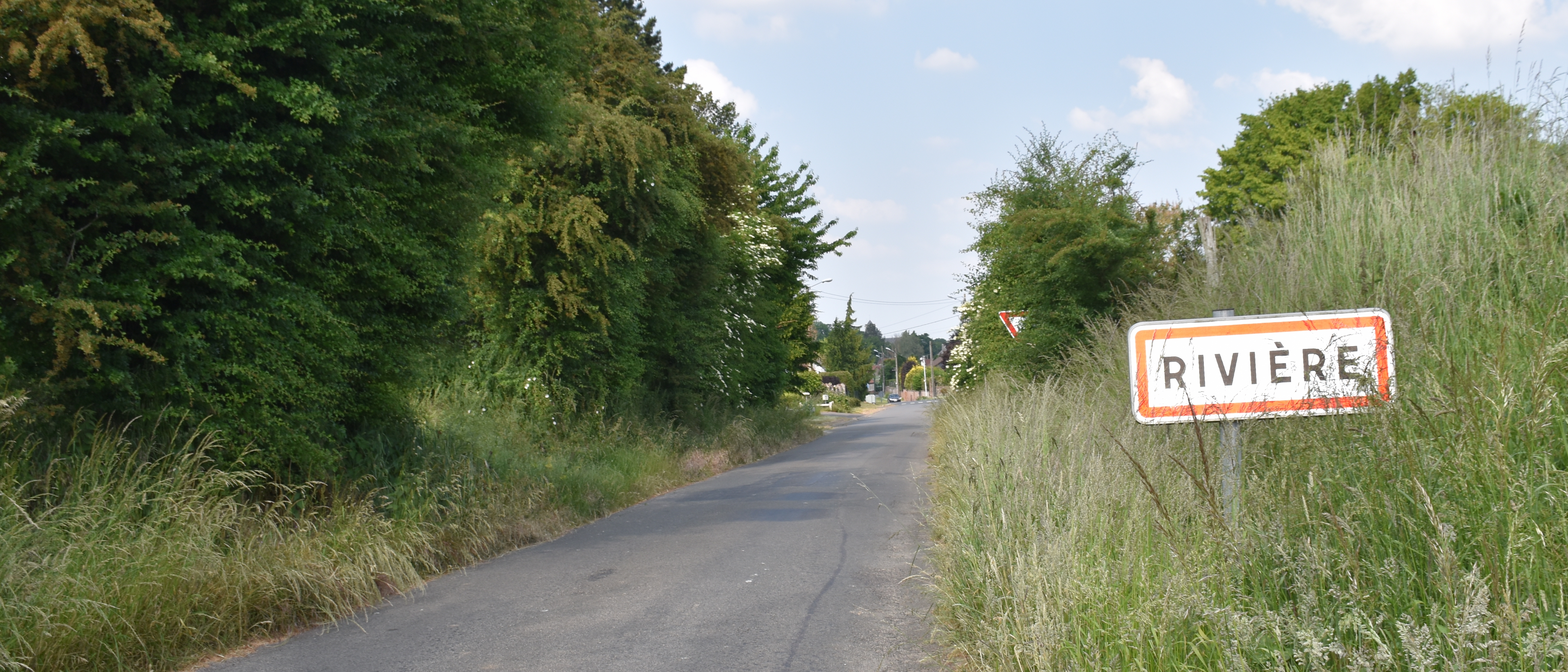
Une entrée du village.

### Typologie
Au 1er janvier 2024, Rivière est catégorisée commune rurale à habitat dispersé, selon la nouvelle grille communale de densité à sept niveaux définie par l'Insee en 2022.
Elle est située hors unité urbaine. Par ailleurs la commune fait partie de l'aire d'attraction d'Arras, dont elle est une commune de la couronne,. Cette aire, qui regroupe 163 communes, est catégorisée dans les aires de 50 000 à moins de 200 000 habitants,.

### Occupation des sols
L'occupation des sols de la commune, telle qu'elle ressort de la base de données européenne d’occupation biophysique des sols Corine Land Cover (CLC), est marquée par l'importance des territoires agricoles (93,2 % en 2018), une proportion identique à celle de 1990 (93,2 %). La répartition détaillée en 2018 est la suivante : 
terres arables (82,5 %), zones agricoles hétérogènes (10,5 %), zones urbanisées (6,8 %), prairies (0,1 %). L'évolution de l’occupation des sols de la commune et de ses infrastructures peut être observée sur les différentes représentations cartographiques du territoire : la carte de Cassini (XVIIIe siècle), la carte d'état-major (1820-1866) et les cartes ou photos aériennes de l'IGN pour la période actuelle (1950 à aujourd'hui).

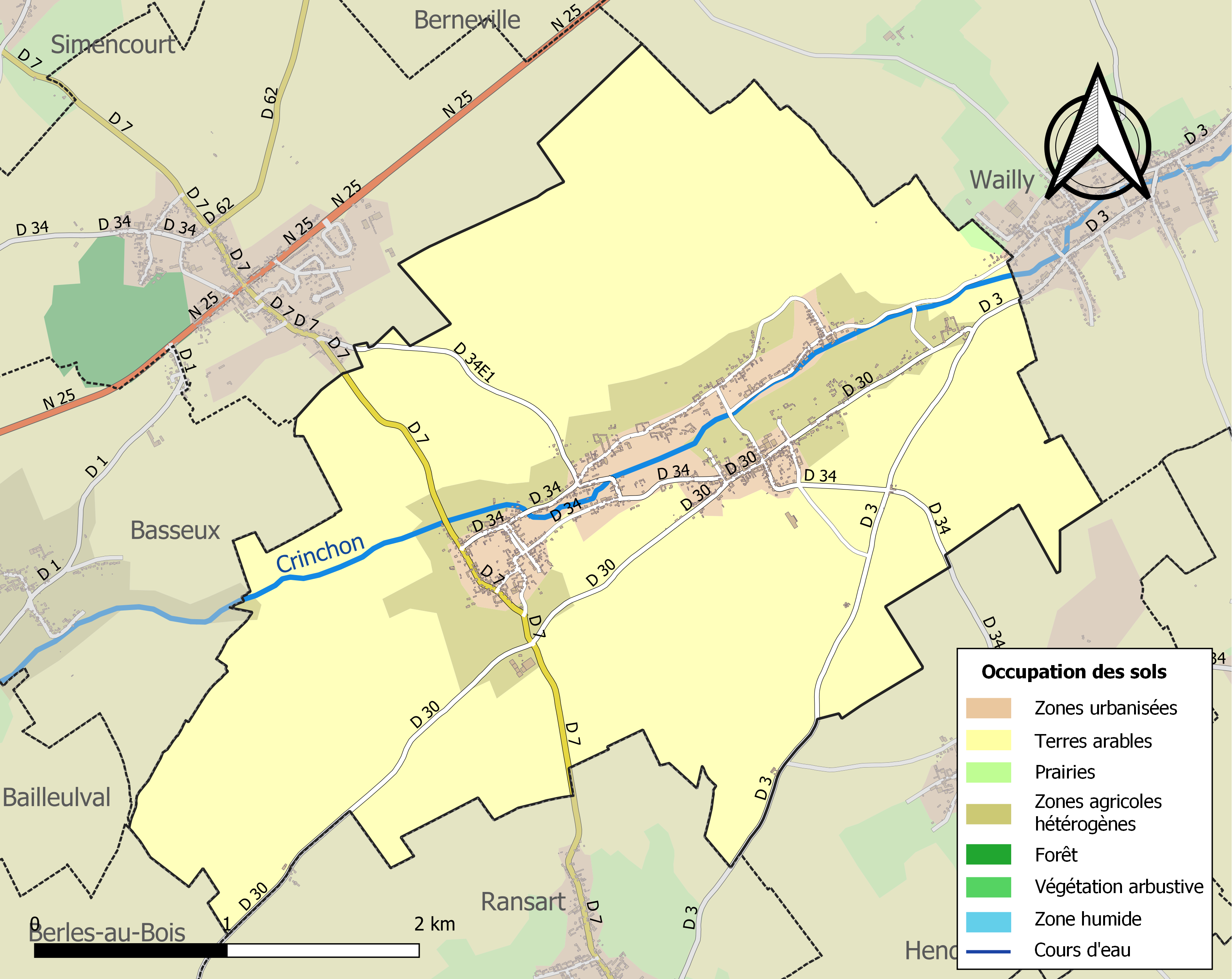
Carte des infrastructures et de l'occupation des sols de la commune en 2018 (CLC).

## Toponymie
Le nom de la localité est attesté sous les formes Rivieres en 1158, Riveria en 1200, Rivaria en 1209, Riparia en 1242, Le Riviere en 1277, Ripperia en 1294 , Riviere en 1410, Riviers en 1599 ; Riviére en 1793 ; Rivière-Groville et Rivière depuis 1801.
Riviere a le sens ancien de rivage et désignait la maison située sur la rive.
Bellacourt est attestée sous les formes Berlaicurte en 1079 ; Berlaidi curtis en 1154 ; Berlaincort en 1203 et Bellecort en 1250.

## Histoire
Bellacourt, hameau de Rivière, était le siège d'une seigneurie avant la Révolution française.
Le 19 mai 1582, Pierre Payen, avocat fiscal au Conseil provincial d'Artois, anobli par lettres données à Lisbonne, est seigneur de Bellacourt et d'Hautecloque.
D'après l'historien français Auguste de Loisne : « Rivière, en 1789, faisait partie de la gouvernance d’Arras et suivait la coutume d’Artois. Son église paroissiale, diocèse d'Arras, doyenné de Pas, district de Baumetz-les-Loges, était consacrée à saint Vaast ; le chapitre d’Arras présentait à la cure. Dans les pouillés, la paroisse de Rivière est désignée sous le nom de Grosville-en-Rivière, parce que c’était sur le territoire de ce hameau que l’église était construite. »
La commune est décorée de la croix de guerre 1914-1918 par décret du 23 septembre 1920, distinction également attribuée à 276 autres communes du Pas-de-Calais.

## Politique et administration

### Découpage territorial
La commune se trouve dans l'arrondissement d'Arras du département du Pas-de-Calais.

#### Commune et intercommunalités
La commune faisait partie de 2012 à 2016 de la communauté de communes La Porte des Vallées, avant d'intégrer la communauté urbaine d'Arras en 2017. Cette communauté urbaine regroupe 46 communes et totalise 109 776 habitants en 2021.

#### Circonscriptions administratives
La commune est rattachée au canton d'Avesnes-le-Comte.

#### Circonscriptions électorales
Pour l'élection des députés, la commune fait partie de la première circonscription du Pas-de-Calais.

### Élections municipales et communautaires

#### Liste des maires
| Période                                  | Période                    | Identité             | Étiquette | Qualité                                    |
| ---------------------------------------- | -------------------------- | -------------------- | --------- | ------------------------------------------ |
| Les données manquantes sont à compléter. |                            |                      |           |                                            |
| mars 2001                                | 2008                       | Jacques Lamourette   |           |                                            |
| mars 2008                                |                            | Jean-Claude Desailly |           | Réélu pour le mandat 2014-2020,            |
| 28 mai 2020                              | En cours (au 4 avril 2022) | Gabriel Bertein      |           | Ingénieur et cadre technique d'entreprise, |

## Population et société

### Démographie
Les habitants sont appelés les Riviérois.

#### Évolution démographique
L'évolution du nombre d'habitants est connue à travers les recensements de la population effectués dans la commune depuis 1793. Pour les communes de moins de 10 000 habitants, une enquête de recensement portant sur toute la population est réalisée tous les cinq ans, les populations de référence des années intermédiaires étant quant à elles estimées par interpolation ou extrapolation. Pour la commune, le premier recensement exhaustif entrant dans le cadre du nouveau dispositif a été réalisé en 2008.

En 2022, la commune comptait 1 124 habitants, en stagnation par rapport à 2016 (Pas-de-Calais : −0,72 %, France hors Mayotte : +2,11 %).
| 1793 | 1800  | 1806  | 1821  | 1831  | 1836  | 1841  | 1846  | 1851  |
| ---- | ----- | ----- | ----- | ----- | ----- | ----- | ----- | ----- |
| 988  | 1 072 | 1 164 | 1 180 | 1 250 | 1 253 | 1 285 | 1 368 | 1 398 |

| 1856  | 1861  | 1866  | 1872  | 1876  | 1881  | 1886  | 1891  | 1896  |
| ----- | ----- | ----- | ----- | ----- | ----- | ----- | ----- | ----- |
| 1 437 | 1 465 | 1 537 | 1 468 | 1 498 | 1 440 | 1 463 | 1 418 | 1 364 |

| 1901  | 1906  | 1911  | 1921  | 1926  | 1931  | 1936  | 1946 | 1954 |
| ----- | ----- | ----- | ----- | ----- | ----- | ----- | ---- | ---- |
| 1 330 | 1 262 | 1 148 | 1 053 | 1 105 | 1 072 | 1 038 | 989  | 965  |

| 1962 | 1968 | 1975 | 1982  | 1990  | 1999  | 2006  | 2008  | 2013  |
| ---- | ---- | ---- | ----- | ----- | ----- | ----- | ----- | ----- |
| 992  | 963  | 963  | 1 102 | 1 142 | 1 122 | 1 122 | 1 126 | 1 131 |

| 2018  | 2022  | - | - | - | - | - | - | - |
| ----- | ----- | - | - | - | - | - | - | - |
| 1 121 | 1 124 | - | - | - | - | - | - | - |

#### Pyramide des âges
En 2018, le taux de personnes d'un âge inférieur à 30 ans s'élève à 30,2 %, soit en dessous de la moyenne départementale (36,7 %). À l'inverse, le taux de personnes d'âge supérieur à 60 ans est de 30,1 % la même année, alors qu'il est de 24,9 % au niveau départemental.
En 2018, la commune comptait 544 hommes pour 577 femmes, soit un taux de 51,47 % de femmes, légèrement inférieur au taux départemental (51,50 %).
Les pyramides des âges de la commune et du département s'établissent comme suit.
| Hommes | Classe d’âge | Femmes |
| ------ | ------------ | ------ |
| 0,6    | 90 ou +      | 1,7    |
| 7,9    | 75-89 ans    | 9,5    |
| 20,2   | 60-74 ans    | 20,1   |
| 25,0   | 45-59 ans    | 23,9   |
| 13,4   | 30-44 ans    | 17,2   |
| 13,4   | 15-29 ans    | 13,2   |
| 19,5   | 0-14 ans     | 14,4   |

| Hommes | Classe d’âge | Femmes |
| ------ | ------------ | ------ |
| 0,5    | 90 ou +      | 1,6    |
| 5,6    | 75-89 ans    | 8,9    |
| 16,7   | 60-74 ans    | 18,1   |
| 20,2   | 45-59 ans    | 19,2   |
| 18,9   | 30-44 ans    | 18,1   |
| 18,2   | 15-29 ans    | 16,2   |
| 19,9   | 0-14 ans     | 17,9   |

## Culture locale et patrimoine

### Lieux et monuments

#### Monuments historiques
Rivière a quatre monuments classés ou inscrits au titre des monuments historiques :
- Le château de Grosville, du XVIIIe siècle : architecte André Merville (vers 1697-1785). Inscription par arrêté du 25 avril 1975 : façades et toitures du château ainsi que celles des communs (y compris le pigeonnier) ; portail d'entrée (cad. D 21 [32].
- L'église Saint-Vaast[33] en calcaire sur soubassement de grès a été reconstruite vers le milieu du XVIIIe siècle, sur une pente raide. Elle n’est pas orientée. Elle est précédée d’un clocher-porche élancé, épaulé de contreforts d’angle jumelés en équerre, est surmonté de la chambre des cloches, soulignée par des pilastres d’ordre dorique. La nef à quatre travées est séparée des bas-côtés plus bas par une rangée d’arcs en plein-cintre supportés par de colonnes doriques appareillées, sur base octogonale. Elle est couverte d’une voûte en pendentifs. La lumière abondante provient des baies à arc segmentaire des bas-côtés, et des hautes fenêtres en plein-cintre du chœur. À l’inverse des bas-côtés qui sont plats, le chœur de deux travées se termine par une profonde abside saillante, épaulée à l’extérieur de deux puissants et hauts contreforts. Endommagée (toiture et parties hautes du clocher) en 1915, elle a été restaurée dans les années vingt, puis en 1985. Les vitraux du chœur (1931) relatent l’histoire de saint Vaast, à qui l’église est consacrée ; ils ont été restaurés en 1985 (Claude Barre, Amiens). Deux autres vitraux doivent être signalés, dans les bas-côtés : à droite (autel de saint Joseph), la fenêtre est dédiée au Sacré-Cœur (Louzier), bénite en 1931, offerte par la famille de Clerck ; à gauche (autel de la Vierge) : Vierge à l’Enfant (carton d’Alain Mongrenier, vitrail de Claude Barre), offerte en 1996 par Madeleine Brachet en souvenir de son père l’ancien maire de Rivière le général Norbert Harduin de Grosville (1879-1973). Classement par arrêté du 7 juin 1919. Vitrail par Alain Mongrenier (1994).
- Le parc et le château de Bretencourt[34] (parc et château : inscription MH par arrêté du 9 avril 2024). L’occupation du site remonte au moins au XIIIe siècle. Depuis, la propriété s’est transmise sans interruption. Jusqu’au XVIIIe siècle existait un château fortifié, au sommet d’une pente qui domine le vallon du Crinchon. Construit autour d’une cour carrée, il était cantonné de tours rondes ; l’accès de faisait par un pont-levis. Bâtie à l’ouest, une aile en calcaire remonte en partie au XVIIIe siècle (1775). L’aile néogothique qui lui est perpendiculaire et le parc paysager (chemins sinueux, ponts et grotte de Lourdes en rochers artificiels, cascades, eaux calmes) sont dus aux travaux entrepris par Paul de Clerck en 1889. La ferme adjacente se distingue par son pigeonnier en calcaire, de plan carré. Le domaine est resté depuis dans la famille[35].
- Le bassin des fontaines, dit Carré des sources, à Bretencourt. À mi-hauteur de la butte de Bretencourt et dissimulé par une abondante végétation, il s’agit d’un édifice d’apparence banale, en brique : un réservoir ou citerne à ciel ouvert rectangulaire. Le débit du Crinchon, qui coule à deux cents mètres, étant irrégulier et insuffisant, il a été construit en 1723 par le génie et aux frais du roi (Louis XV), pour récupérer l’eau des sources nécessaire à l’approvisionnement en eau saine de la Ville d’Arras et aux abreuvoirs des casernes de cavalerie. Le bassin a donc une réelle importance, sur les plans militaire, hydraulique et hygiéniste. Le débit des sources se montrant de nouveau capricieux, des puits artésiens ont été forés à la fin du XVIIIe siècle, et multipliés jusqu’à dix au siècle suivant. L’eau y est d’une grande limpidité. La Ville d’Arras, qui en a assuré l’entretien dès sa construction, a cédé le monument à la commune de Rivière en 1989.  Protection : inscription par arrêté du 9 avril 2024, à la suite de la demande présentée par l'association ABCd'air, à l'occasion du troisième centenaire du bassin.

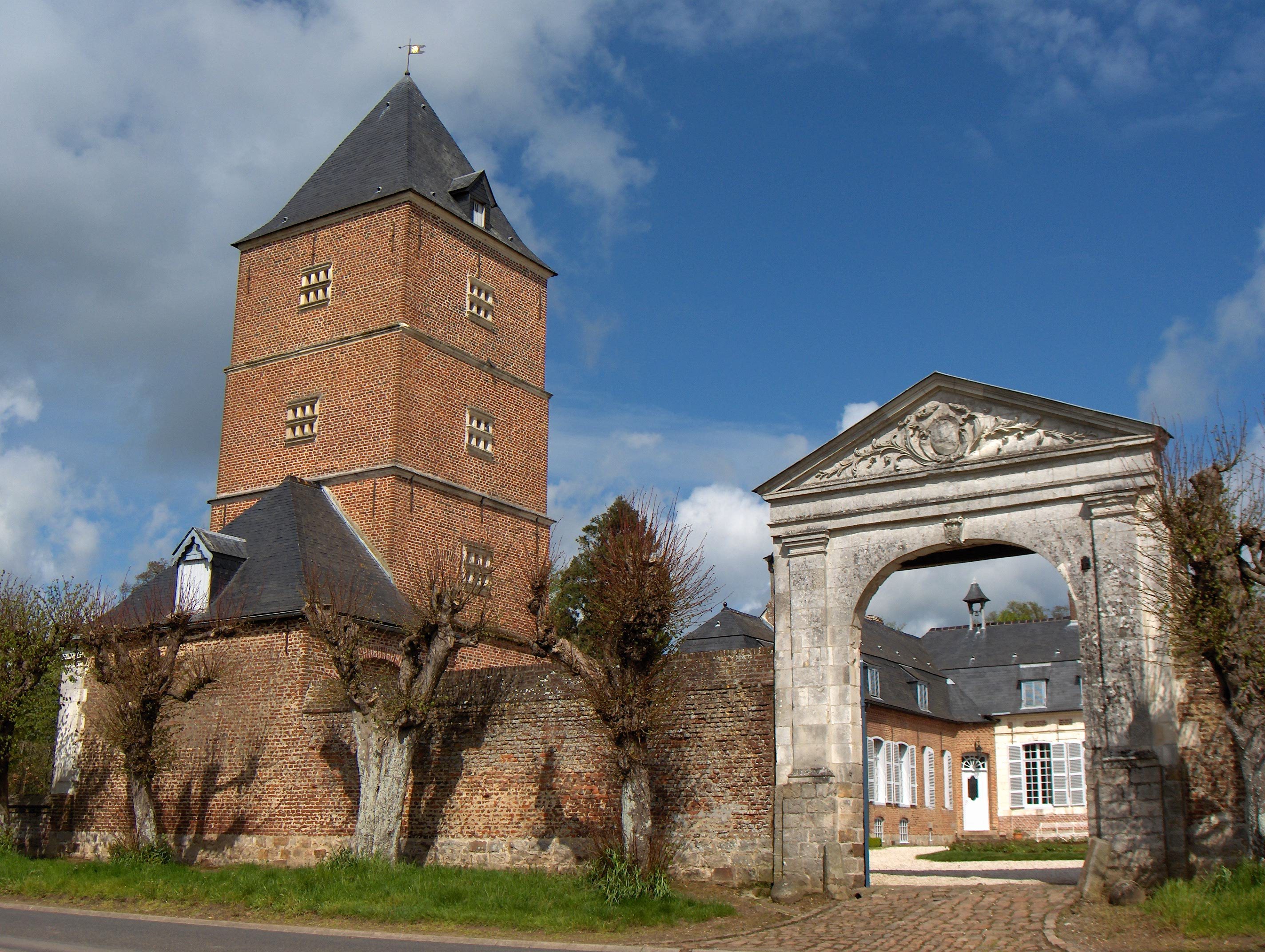
Le château.
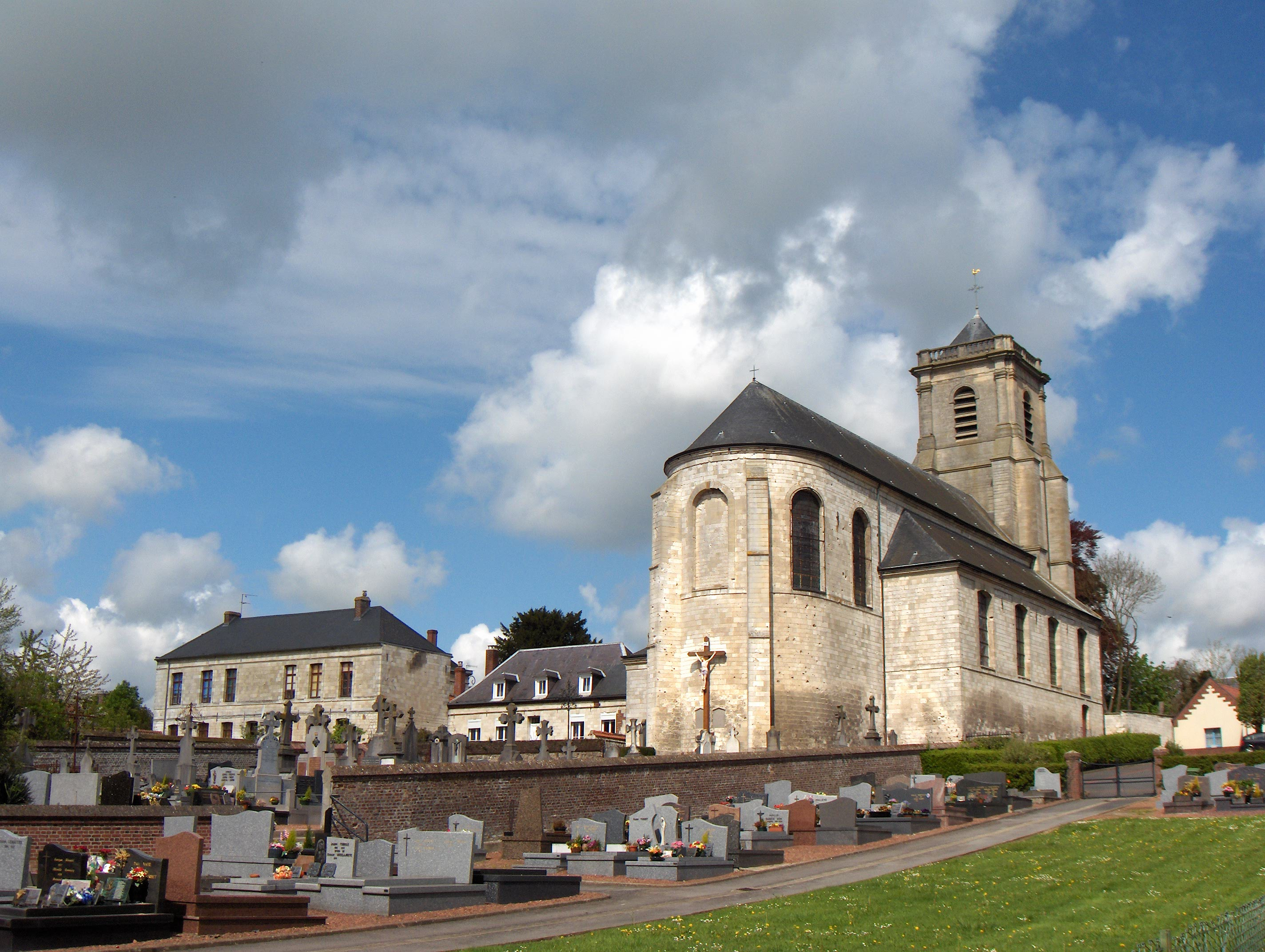
Le cimetière et l'église.

#### Autres lieux et monuments
- Le site de Bellacourt. Il se compose de deux mottes séparées d'une centaine de mètres et entre lesquelles se dresse une propriété qui occupe l'emplacement d'un ancien château complètement rasé. La plus grande des deux mottes mesure 28 m de diamètre et 10 m de haut, la plus petite, 8 m de diamètre et 2 m de haut.

La motte la plus grande, construites en matériaux rapportés, a été réutilisée lors de la Première Guerre mondiale. Sous le site trois cavités sont connues : une cave, un réseau de carrières souterraine et un abri creusé à la base de la grande motte.

La motte de Fermont avec des souterrains, relevée par A. Viré
- la sucrerie, brasserie, malterie dite sucrerie Grard, Dujardin et Cie, puis brasserie-malterie Caron du XIXe siècle. Lieu recensé à l'Inventaire général du patrimoine culturel[38].
- Les cimetières militaires britanniques : Le Fermont Military Cemetery et Bellacourt Military Cemetery.
- Le monument aux morts[39].

### Personnalités liées à la commune
- Nando de Colo, basketteur international français et joueur des Spurs de San Antonio (NBA) est originaire de Rivière[40].

### Héraldique
| Blason de Rivière | Blason  | De gueules à la barre ondée d'argent accompagnée en chef de deux tours d'or, maçonnées de sable, ajourées et ouvertes du champ, rangées en barre et en pointe de quatre gerbes de blé d'or ordonnée en orle. |
| Blason de Rivière | Détails | Adopté par la municipalité le 1er mars 1988. |

## Pour approfondir

#### Bases de données, dictionnaires et encyclopédies
- Sites officiels : communederiviere.over-blog.com et communederiviere.fr
- Ressources relatives à la géographie :   - Insee (communes)
  - Ldh/EHESS/Cassini
- Ressource relative à plusieurs domaines :   - Annuaire du service public français
- Notices d'autorité :   - BnF (données)